# Rock Warriors (canción de White Tiger)
Rock Warriors es una canción de la banda de Glam Metal, White Tiger de su primer álbum, es el primer sencillo de la banda, la canción fue muy buena y recibió halagos por parte de la criticó siendo la canción estrella del álbum, pero  la discografía no dio mucho apoyo a la banda pero si dieron conciertos por todo Estados unidos y otros países como un promocional del álbum, el la primera del álbum titulado White Tiger, con la potente voz del ex Black Sabbath, David Donato, el ex Kiss, Mark St. John junto con su hermano menor Michael Norton y la batería de Brian James Fox.

## Canciones
1. Rock Warriors - 5:01
2. Love /Hate - 5:04

## Créditos
- David Donato - voz
- Mark St. John - guitarra
- Michael Norton - bajo
- Brian James Fox - batería

### Equipo de Producción
- Lester Claypool - Ingeniero
- Eddie Coralnick, Gordon Davis - Ejecutivos
- Brian Gardner - Masterisador
- Glen La Ferman - Fotógrafo de sesión
- Mark St. John - Producer
- David Donato, Mark St. John - Compositores

Equipo
- Keith Soyka - Técnico [Guitar Tec]
- George Marino - masterización
- Dave Wittman - ingeniería y mezcla
- Tim Crich, Chris Minto - ingeniería